# Rudkøbing
Rudkøbing anhörenⓘ ist der Hauptort der Inselgemeinde Langeland im Süden Dänemarks.

## Geschichte
Der Ort mit 4485 Einwohnern (Stand 1. Januar 2025) ist Verwaltungssitz der Langeland Kommune in der Region Syddanmark. Vor der dänischen Verwaltungsreform zum 1. Januar 2007 war er Verwaltungssitz der Rudkøbing Kommune im damaligen Fyns Amt. Rudkøbing ist eine Hafenstadt mit einem Fischerei-, einem Handels- und einem Yachthafen sowie einem Fähranleger, von dem aus die Fähre Strynø zur Nachbarinsel Strynø verkehrt. Die Fährverbindung nach Marstal auf der Insel Ærø wurde am 21. Januar 2013 eingestellt. Mittlerweile ist die Linie wieder in Betrieb und fährt die Strecke täglich fünf- bis siebenmal. Die Überfahrt dauert etwa 45 Minuten.

## Bevölkerungsentwicklung
| Jahr           | Einwohner |
| -------------- | --------- |
| 1. Januar 1976 | 4.612     |
| 1. Januar 1981 | 4.667     |
| 1. Januar 1986 | 4.690     |
| 1. Januar 1990 | 4.753     |
| 1. Januar 1996 | 4.851     |
| 1. Januar 2000 | 4.854     |
| 1. Januar 2004 | 4.762     |
| 1. Januar 2008 | 4.647     |
| 1. Januar 2009 | 4.658     |
| 1. Januar 2010 | 4.641     |

## Kultur

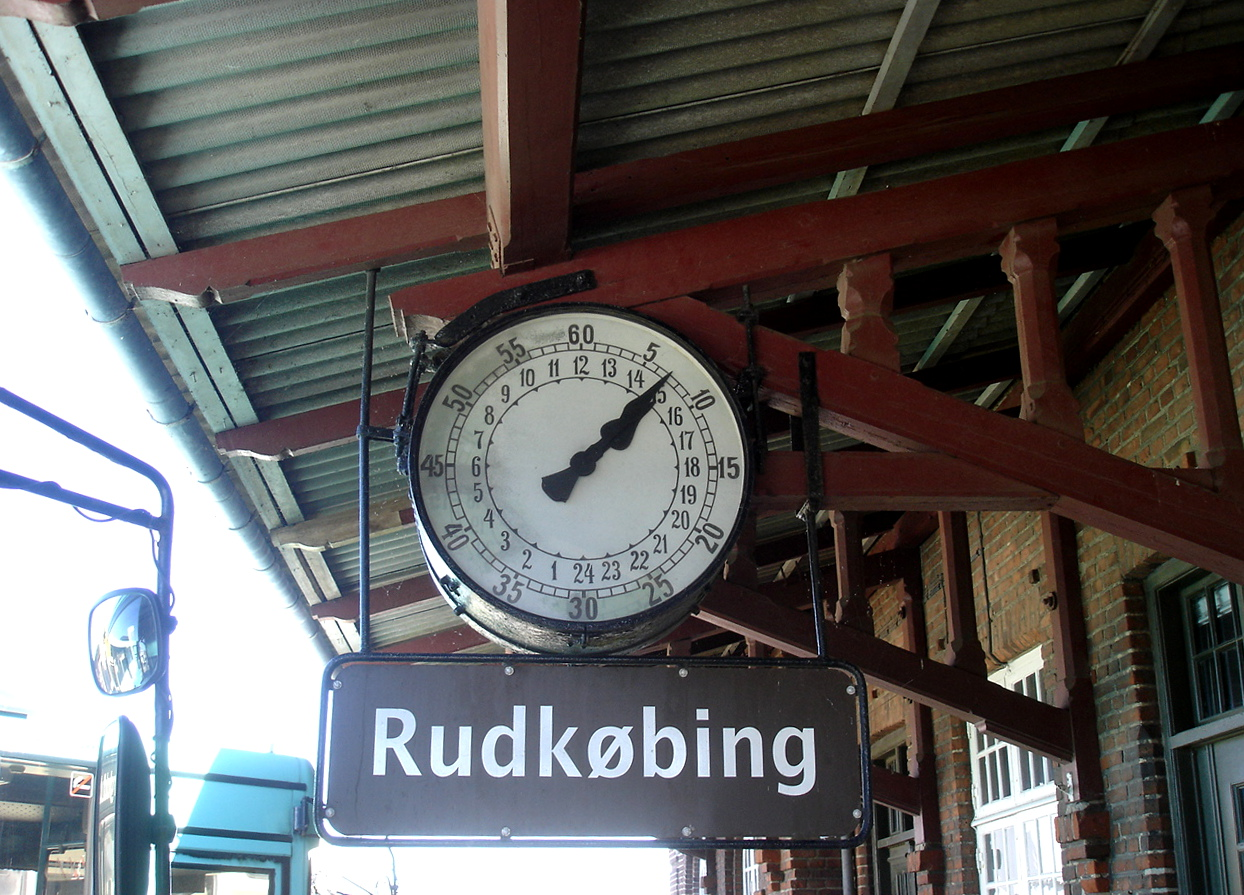
Bahnhofsuhr mit 24-Stunden-Anzeige

Im ehemaligen Bahnhof der Stadt befinden sich eine Ausstellung über die Geschichte der Langelandsbane sowie das Archiv der Stadt. Auf der früheren Bahnsteigseite ist die einzige Bahnhofsuhr mit 24-Stunden-Anzeige in Dänemark angebracht. Im Langelands Museum wird die Geschichte der Insel dargestellt.

## Verkehr
Marstal auf Ærø war durch eine Fährverbindung mit Rudkøbing auf Langeland verbunden. Diese Verbindung wurde am 21. Januar 2013 eingestellt.
Die Reederei ÆrøXpressen hat den Betrieb auf dieser Route ab dem 1. Januar 2020 mit dem Schiff ÆrøXpressen wieder aufgenommen.

## Söhne und Töchter der Stadt
- Hans Christian Ørsted (1777–1851), Physiker
- Anders Sandøe Ørsted (1778–1860), Ministerpräsident Dänemarks von 1853 bis 1854
- Mads Johansen Lange (1807–1856), internationaler Kaufmann (bekannt als „König von Bali“)
- Anders Sandøe Ørsted (1816–1872), Botaniker und Zoologe
- Philip Fischer (1817–1907), Maler, Malermeister und Firnisfabrikant
- Jens Christian Bay (1871–1962), Schriftsteller
- Christen Lyst Hansen (1898–1973), Polizist und Widerstandskämpfer
- Preben Lerdorff Rye (1917–1995), Schauspieler
- Bjørn Watt-Boolsen (1923–1998), Schauspieler
- Erik Larsen (* 1944), Politiker (Venstre)
- Bo Holten (* 1948), Komponist und Dirigent
- Nikolaj Coster-Waldau (* 1970), Schauspieler

## Galerie

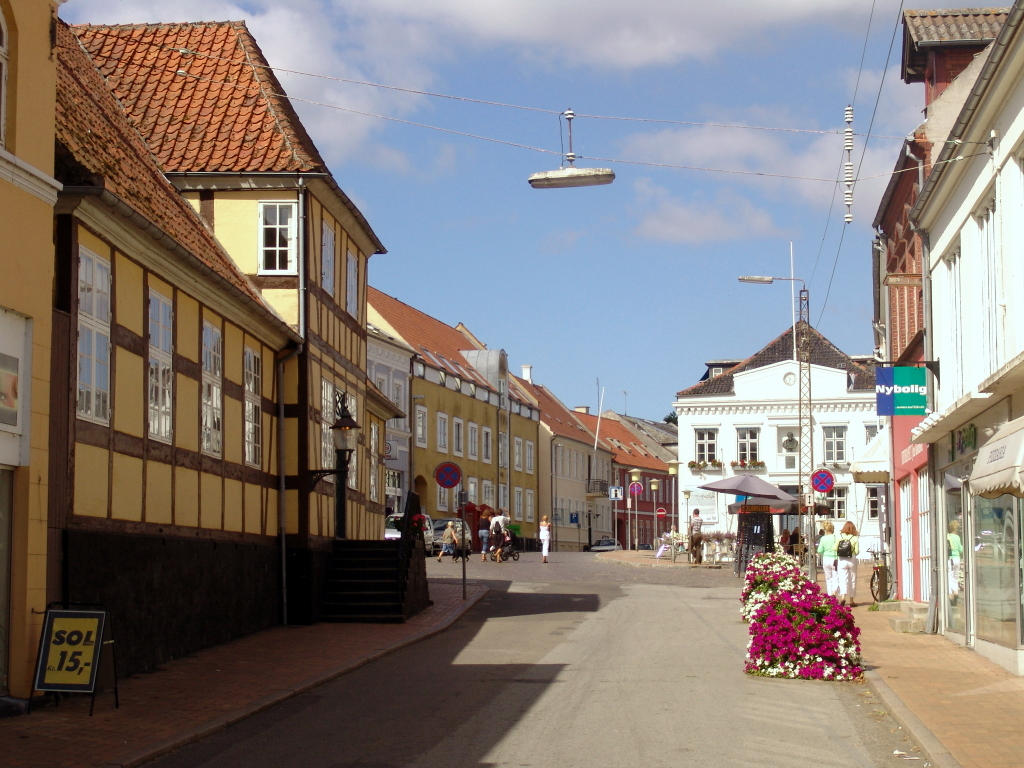
Stadtzentrum
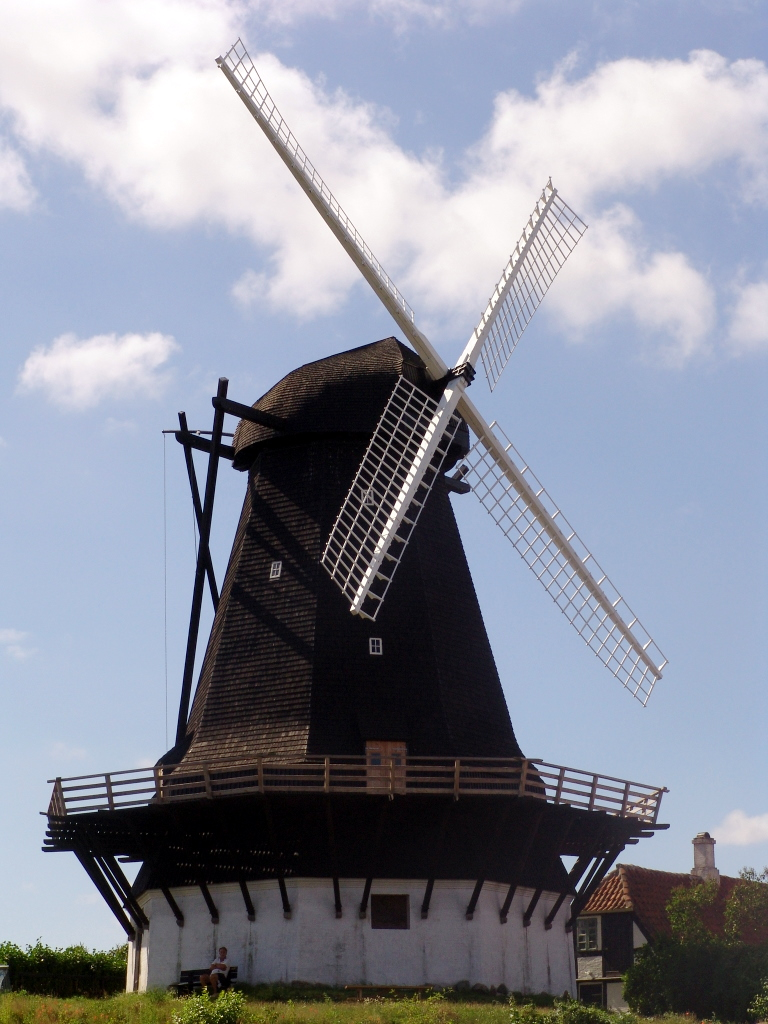
Windmühle (Bymølle)
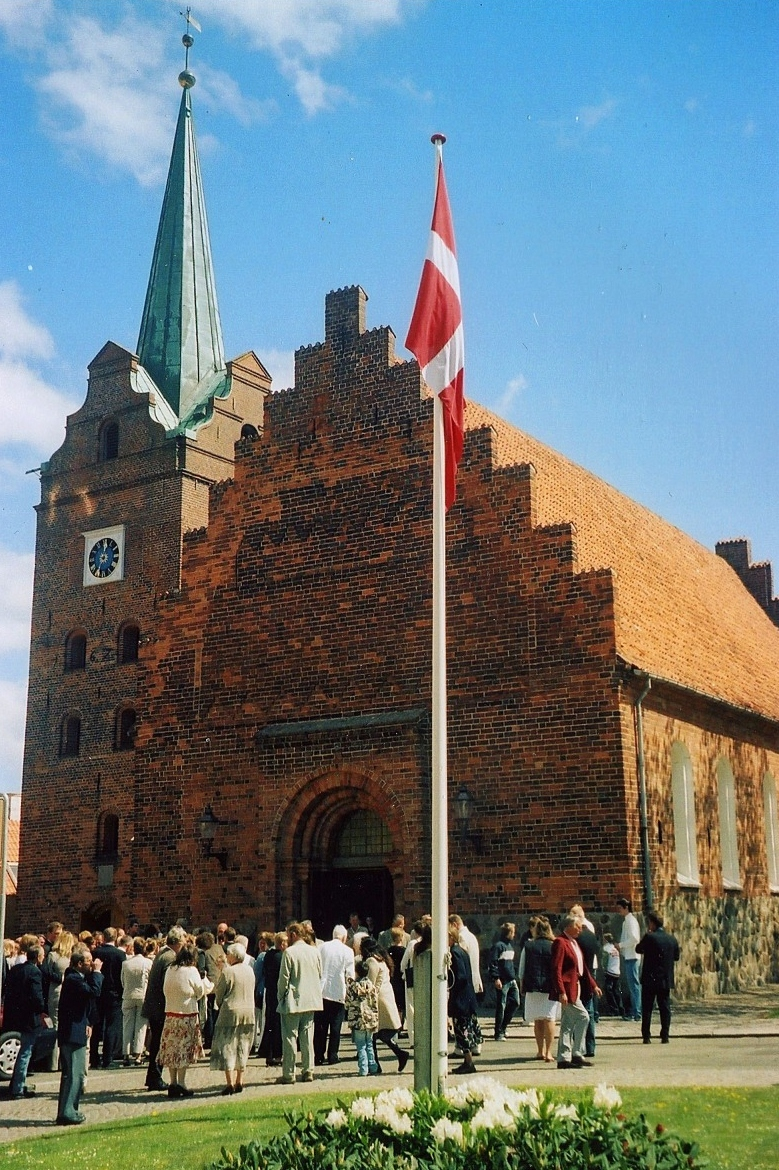
Kirche von Rudkøbing
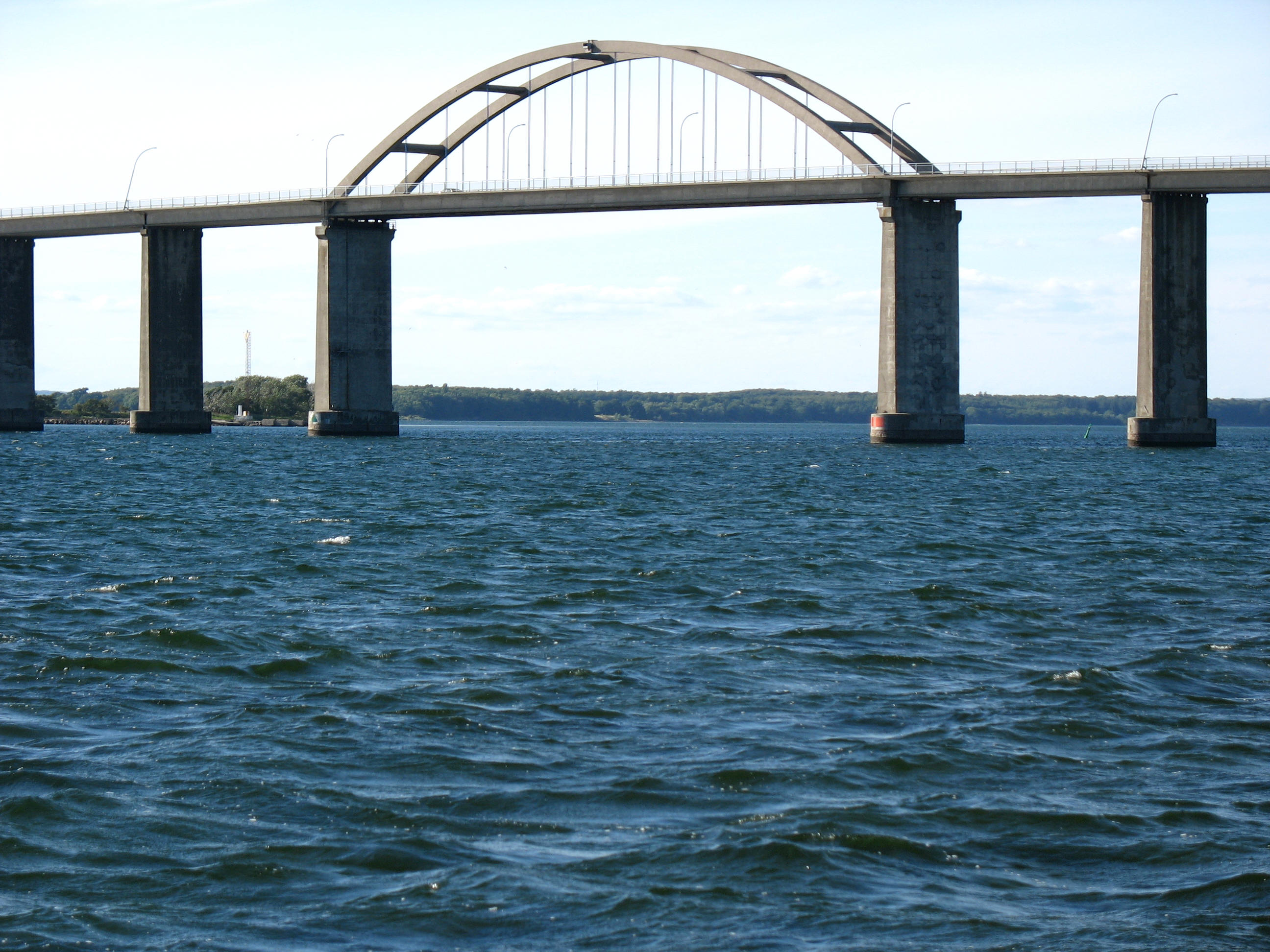
Langelandsbroen (Langelandbrücke)